# Almelo
Almelo  (basso sassone: Almelo) è una città e una municipalità dei Paesi Bassi nella regione di Twente nel sudest della provincia di Overijssel. Almelo confina nell'est col comune di Borne, nel sud col comune di Hof van Twente, nell'ovest col comune di Wierden, nel nord col comune di Twenterand e nel nordest col comune di Tubbergen.

## Società
Il comune conta 72 621 abitanti (1º gennaio 2010, fonte: CBS). 

## Sport

### Calcio
Il più importante club calcistico cittadino è l'Heracles Almelo che attualmente milita in Eerste Divisie.